# Geschubde baardvogel
De geschubde baardvogel (Capito squamatus) is een vogel uit de familie Capitonidae (Amerikaanse baardvogels). 

## Verspreiding en leefgebied
Deze soort komt voor in zuidwestelijk Colombia en westelijk Ecuador.

## Status
De grootte van de populatie is in 2020 geschat op 37.000-63.000 volwassen vogels. Op de Rode lijst van de IUCN heeft deze soort de status niet bedreigd.